# Redacted
Redacted è un film del 2007 scritto e diretto da Brian De Palma, ambientato durante la guerra in Iraq.
Il film ha vinto il Leone d'argento per la migliore regia alla 64ª Mostra del Cinema di Venezia.

## Trama
Il film è incentrato su un gruppetto di militari statunitensi di stanza presso un checkpoint in Iraq che, una sera, violentano a turno una quindicenne e ne bruciano il corpo dopo aver ucciso lei e tutta la famiglia. Alterna vari punti di vista cercando un equilibrio tra le esperienze di questi giovani sotto tensione, quelle degli esponenti dei mezzi di informazione e quelle della popolazione autoctona irachena.

## Terminologia
Redacted, che significa in italiano semplicemente redatto, ovvero sottoposto al vaglio di un redattore responsabile e quindi "adatto alla pubblicazione", in realtà nel gergo dei media anglosassoni indica spesso un documento o un'immagine in cui sono state oscurate o cancellate informazioni personali o legalmente impugnabili; pertanto il termine viene spesso usato per definire documenti o immagini sottoposti ad autocensura prima della pubblicazione, in modo da eliminarne i dati sensibili.

## De Palma-pensiero
De Palma: "La vera storia della guerra in Iraq è stata redatta dai media commerciali di massa: se siamo disposti a provocare questi disordini, allora dobbiamo anche affrontare le orrende immagini che conseguono da questi atti". Dice ancora De Palma: "Ho letto un episodio della guerra in Iraq in cui i membri di un plotone dell'esercito USA erano stati accusati di aver stuprato una ragazza di 14 anni e di aver massacrato la sua famiglia, sparando in faccia alla vittima e dando fuoco al suo corpo. Com'era possibile che questi ragazzi si fossero spinti tanto in là? Cercando le risposte a questa domanda, ho letto blog di soldati e libri. Ho guardato i video di guerra artigianali realizzati dai militari, ho navigato nei loro siti e ho esaminato i loro post su YouTube. Era tutto a disposizione e tutto su video."

## Distribuzione
Il film non è stato distribuito nei cinema italiani. È reperibile solamente in Home video DVD.

## Riconoscimenti
- 2007 - Mostra internazionale d'arte cinematografica
  - Leone d'argento per la migliore regia